# 네덜란드 그랑프리
네덜란드 그랑프리(네덜란드어: Grote Prijs van Nederland, 영어: Dutch Grand Prix)는 네덜란드의 F1 경주이다.